# Boulevard Paul-Langevin
Le boulevard Paul-Langevin est une voie de la ville de Nantes, dans le département français de la Loire-Atlantique.

## Situation et accès
Située dans le quartier Dervallières - Zola, cette artère rectiligne, longue de 300 mètres, relie la place Général-Mellinet, dans le prolongement du boulevard Saint-Aignan, à la place Canclaux.

## Origine du nom
Le boulevard rend hommage à Paul Langevin, physicien et humaniste qui fut président de la Ligue des droits de l'homme de 1944 à 1946.

## Historique
Édouard Pied nous indique que la terre de Launay-Godetière fut rachetée à la famille Bertrand de Saint-Pern, par les frères Allard et Michel Vauloup (ou Vanloop), qui rasèrent en 1826 le château situé alors à l'emplacement de la place Mellinet. Des artères rayonnant autour celle-ci furent tracées et le « boulevard Saint-Pern » sera ouvert à la circulation le 27 octobre 1837.
Inialement, la voie était alors désignée sous le nom « boulevard Saint-Pern » du nom de la famille qui fut propriétaire de la Terre de Launay-Godetière sur laquelle le quartier Mellinet fut aménagé.
Par délibération du conseil municipal du 21 mars 1947 la voie prend le nom de « boulevard Paul-Langevin ». 

## Bâtiments remarquables et lieux de mémoire

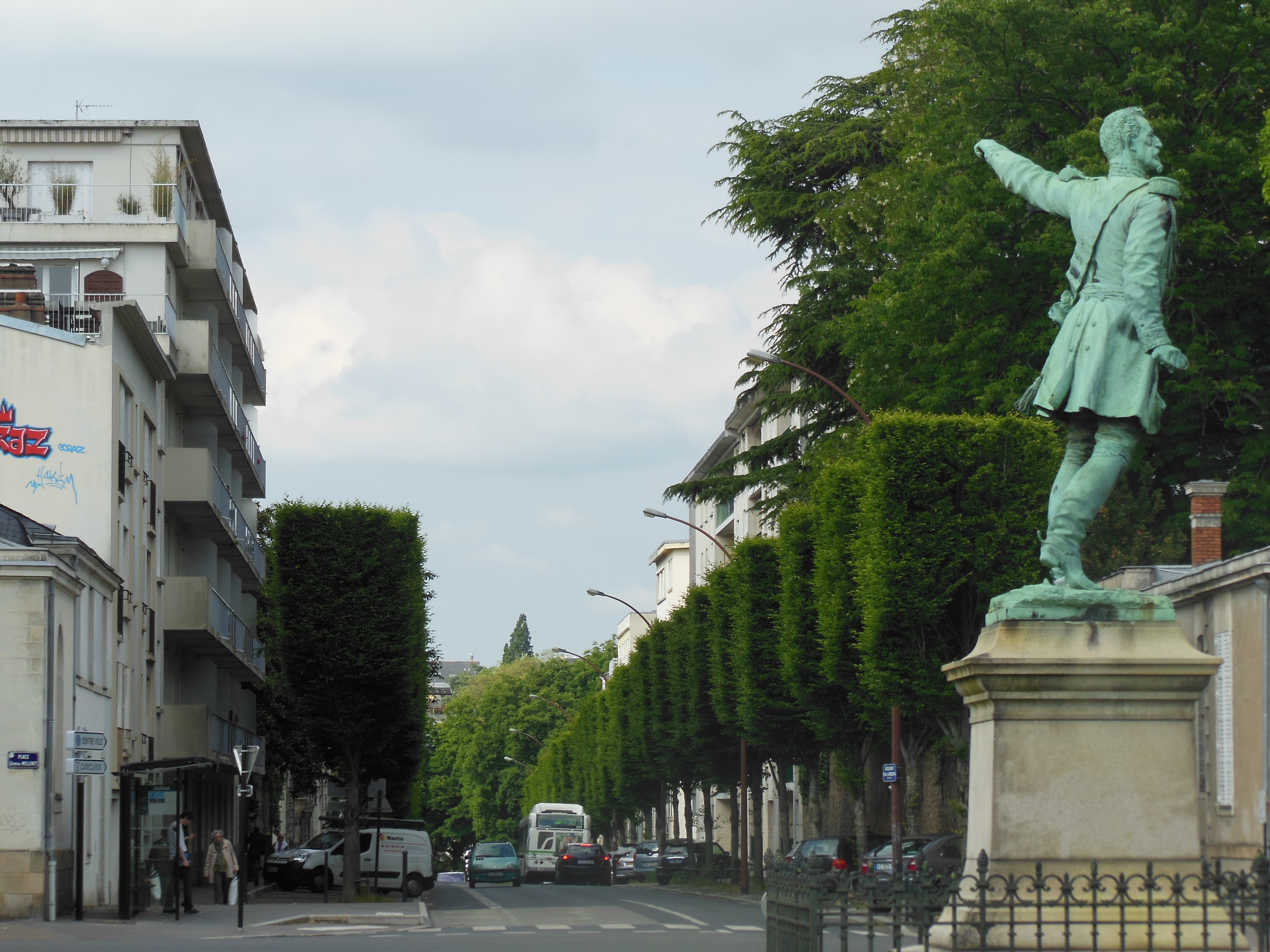
Boulevard Paul-Langevin vu de la place Général-Mellinet
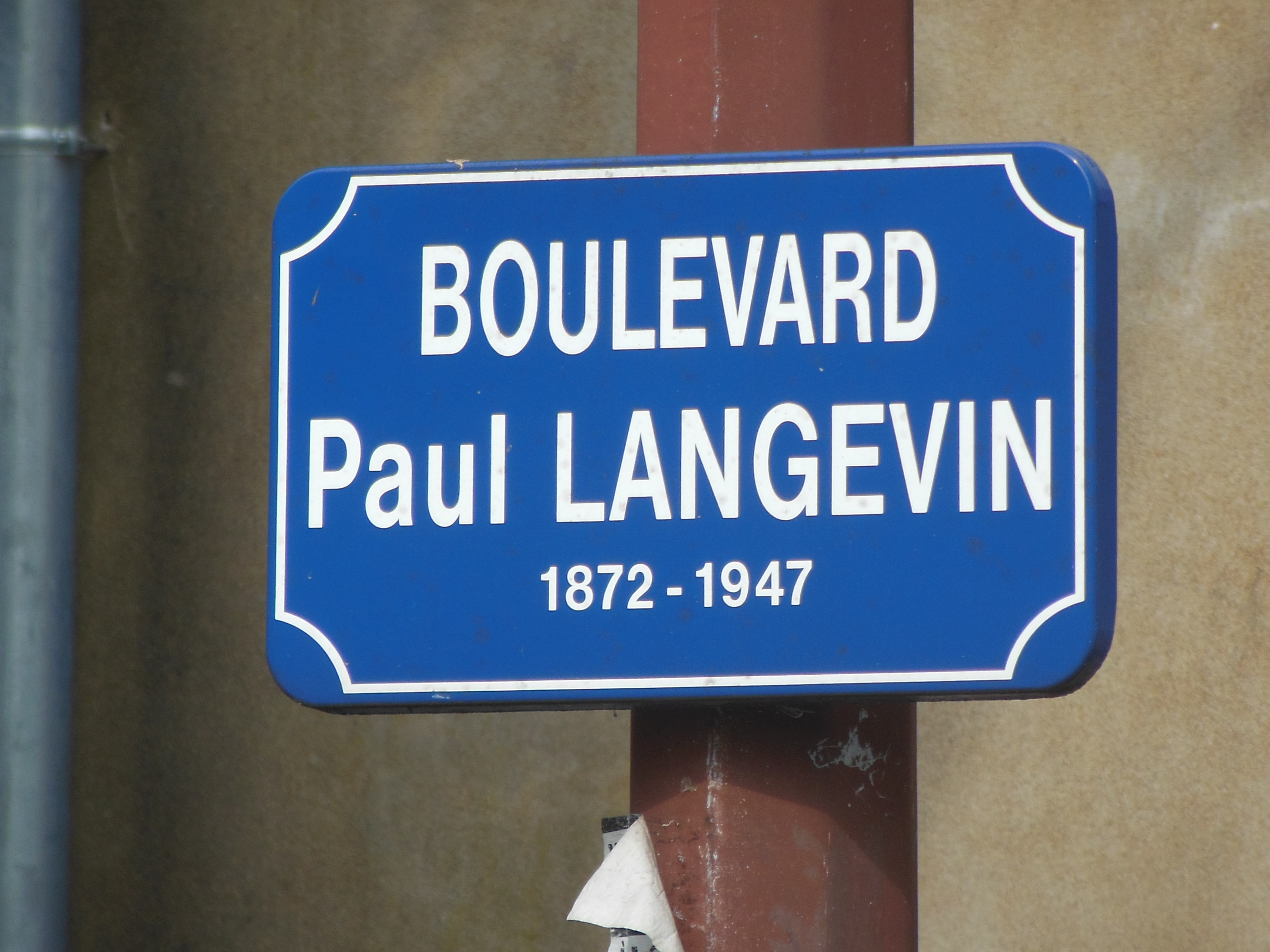
Panneau
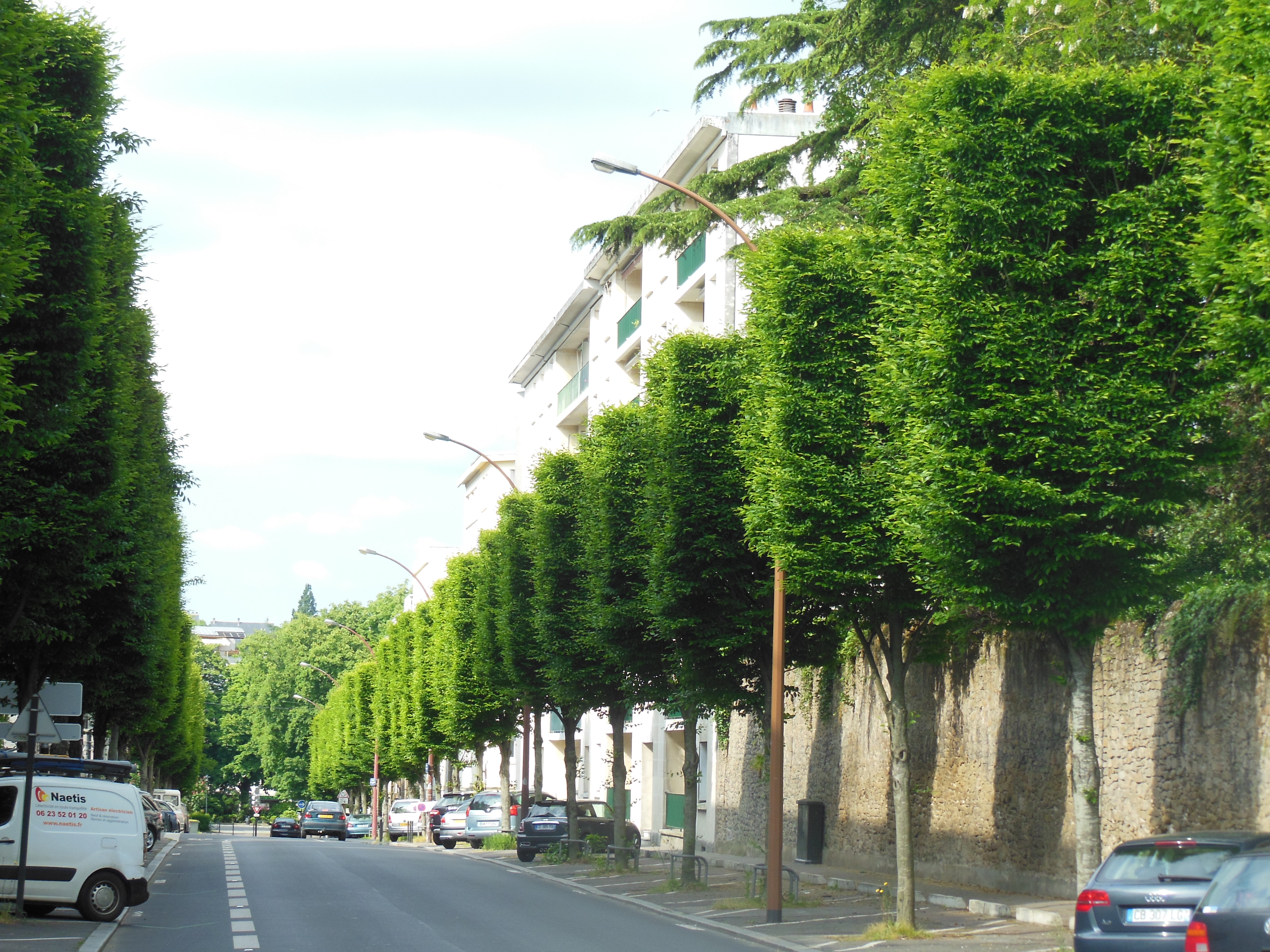
Boulevard Paul-Langevin